# Rudolf Tobias
Rudolf Tobias (Selja, 29 maggio 1873 – Berlino, 29 ottobre 1918) è stato un compositore estone con cittadinanza tedesca.

## Biografia
Si è formato presso il Conservatorio di San Pietroburgo, diplomandosi nel 1897. Nel 1904 si è trasferito a Tartu, dove ha lavorato come insegnante di musica. Nei successivi anni ha girato per l'Europa in quanto svolgeva diversi lavori legati alla musica: organizzatore di concerti, pianista, direttore d'orchestra e anche giornalista musicale.
Nel 1910 si è trasferito a Berlino e quattro anni dopo ha acquisito la cittadinanza tedesca. Durante la prima guerra mondiale ha lavorato come interprete. 
Si è spento a soli 45 anni a causa di una polmonite.